# Cliff Levingston
Clifford Eugene Levingston, detto Cliff (San Diego, 4 gennaio 1961), è un ex cestista e allenatore di pallacanestro statunitense, professionista nella NBA, in Grecia e in Italia.

## Carriera
Venne selezionato dai Detroit Pistons al primo giro del Draft NBA 1982 (9ª scelta assoluta).

## Palmarès

### Giocatore
- Campionato NBA: 2

Chicago Bulls: 1991, 1992
- Campionato italiano: 1

Virtus Bologna: 1993-94

### Allenatore
- Campione USBL (2003)
- USBL Coach of the Year (2003)